# 富永美樹
富永 美樹（とみなが みき、1970年〈昭和45年〉12月28日 - ）は、元フジテレビアナウンサーで現在はフリーアナウンサー。共同テレビジョン→スターダストプロモーション所属、千葉県船橋市出身。

## 来歴・人物
千代田区立一橋中学校、東京都立九段高等学校卒業。1年間海外留学。東京外国語大学外国語学部スペイン語学科卒業。英語検定準1級。
1994年にフジテレビへ、木佐彩子、佐野瑞樹、武田祐子らとともに入社する。シャ乱Qのまことと結婚し、1998年9月に退職する。2006年から芸能活動を再開し、料理や家事に関するエッセイを寄稿し、レストランメニューをプロデュースする。

## エピソード
フジテレビ時代は『UN FACTORY カボスケ』『フリップクリップ』、『来来圏』、『笑っていいとも!』、『めざましテレビ』、『FNNニュース ザ・ヒューマンWEEKEND』などに出演した。
夫のまこととの出会いはシャ乱Qのしゅう（その後、不祥事で脱退）、たいせー、まことと富永が大阪から東京までワゴンで帰るという企画による。その後、シャ乱Qと縁が出来、1997年、つんくプロデュースの『虹色橋』でCDデビュー（同曲は山田花子&キムラ・チャン、高山厳、つんくとの競作でリリースされた）。
まことと共にマウンテンバイクやアウトドアに興味を持っており、特にマウンテンバイクはレースに何度か出場している。子供はもうけていない。ペットに柴犬がいた（数年前に亡くなっている）。
フジテレビ時代の先輩である八木亜希子を「姉さん」と慕っている。
建築家の富永大毅は弟、母親は東京都出身。
2007年9月29日に映画『クローズド・ノート』初日舞台挨拶で沢尻エリカの態度が問題視されたが、これを司会した。10月1日にブログで「同じ事務所に所属するモノとして、そして年上の女として、少しでも良い印象で終われるようにしてあげたかった……」と記したが、午後に削除した。スポーツ新聞は、沢尻に恐る恐る質問していたと記事にしたが、記事内容を否定した。
視力が弱くプライベートでコンタクトレンズを用いているが、2020年9月頃からバラエティー番組では眼鏡を使用している。
踊る!さんま御殿!!（2024年3月12日放送）に出演し、実家のあった地元の最寄り駅が東船橋駅であること、総武線の快速が停車しない駅であることの悲哀を述べた。

## 現在出演の番組

### テレビ
- 倶楽部スカパー!〈クラスカ〉TV（スカイパーフェクTV! プロモチャンネル）
- 富永美樹のスローライフ（TwellV）
- イチから住 〜前略、移住しました〜(テレビ朝日)
- 虎ノ門市場（テレビ東京）
- にっぽん百低山（NHK総合）
  - 「高宕山・千葉」（2024年3月26日）
  - 「富山・千葉」（2024年3月26日）

## 過去出演の番組

### フジテレビ所属時
報道・情報番組
| 期間         | 期間          | 番組名                     | 役職               |
| ------------ | ------------- | -------------------------- | ------------------ |
| 1995年4月3日 | 1998年3月27日 | めざましテレビ             | スポーツキャスター |
| 1997年4月5日 | 1998年3月28日 | FNNニュース ザ・ヒューマン | スポーツキャスター |
| 1998年4月4日 | 1998年9月27日 | FNNスーパーニュースWEEKEND | スポーツキャスター |

バラエティ・特別番組・その他
- FNSの日（第8回の提供読み、第10回では「フリースロー選手権」に参加しパーフェクト達成）
- 天使のU・B・U・G（今田耕司、東野幸治と司会）
- UN FACTORY カボスケ（ウッチャンナンチャンと共演）
- 森田一義アワー 笑っていいとも!（テレフォンアナウンサー）
- 来来圏（ナレーション）

### フリー転向後の出演歴
- 2005年7月11日から13日まで文化放送のラジオ番組『辻よしなり ラジオグラフィティ』（16時 - ）にアシスタントの藤木千穂が新婚旅行の為、3日間の（代理）司会をした。
- 2005年7月11日のフジテレビ系『HEY!HEY!HEY!』でチャンプにつんく♂が登場した際に、まことと一緒に出演した。つんく♂が富永・まこと家にいつも居て、富永を嫁のように扱うことを相談した。
- 2006年7月3日から6日まで文化放送のラジオ番組『たまなび』の中のコーナーで『川中美幸 人・うた・心』（17時30分 - ）に出演した。
- 2006年7月17日から9月1日までTBSテレビ系のドラマ『大好き!五つ子Go²!!』に出演した。
- はなまるマーケット（2006年10月30日 - 2014年3月25日、TBSテレビ系）
- 2007年8月8日の日本テレビ系『ザ!世界仰天ニュース』で同期の木佐彩子、元同僚の山中秀樹、深澤里奈と共演した。
- 2008年11月23日のフジテレビ系『ウチくる!?』で元上司の露木茂、元同僚の福井謙二、山中秀樹、近藤サトと共演し3年4か月ぶりに古巣の番組に出演した。
- 2009年1月4日から2016年3月27日までFM NACK5の『服部幸應 WELL TASTE』に服部幸應の2代目アシスタントとして7年3か月もの長期間出演した（日曜日12時 - 12時54分）。FMは初レギュラーだった。
- 2010年7月から9月までNHK教育『まる得マガジン』「思いのままに“自分流”ちぎり絵」に生徒役で出演した。
- 2011年2月17日のテレビ東京系『くだまき八兵衛X』に、まことと一緒にゲスト出演した。
- 2011年3月6日から7月31日までBSフジの『さりげな教習所』にアシスタントで出演した。
- 2011年4月4日の日本テレビ系『超豪華!!スタア同窓会』に出演した。
- 2011年4月6日から2012年3月28日までBS11の『テリー伊藤の月に吠えろ』に出演した。
- 大人のヨーロッパ街歩き（BS日テレ / 旅チャンネル）
  - #66「フランス・グラース〜歴史香る街は香水と花々の香りに包まれた街」（2013年4月2日）[3]
  - #67「フランス・ニース〜大人の時間が過ごせる街は 豊かな食文化あふれる街」（2013年4月9日）[4]
  - #68「イタリア・ミラノ〜伝統の奥深さと最先端が見事に調和した街」（2013年4月30日）[5]
  - #69「イタリア・フィレンツェ〜ルネッサンス文化が彩る花の都」（2013年5月21日）[6]
  - #70「イタリア・ヴェネツィア」（2013年5月28日）[7]
  - #71「スペイン・アリカンテ〜地中海の温暖な気候が育む知られざるリゾートの街」（2013年6月4日）[8]
  - #72「スペイン・トレド〜悠久の歴史あふれる古都」（2013年6月11日）[9]
  - #73「ポルトガル・ポルト〜ドウロ川の豊かな流れが育んだ 歴史深いワインの街」（2013年6月18日）[10]
  - #74「ポルトガル・リスボン〜大西洋の爽やかな風が吹く 7つの丘の街」（2013年6月25日）[11]
  - #75「ドイツ・ベルリン〜ドラマチックな歴史が紡ぐ 大都市の素顔」（2013年7月2日）[12]
  - #76「オランダ・ウエストランド〜風車 花 運河 オランダの原風景が広がる街」（2013年7月16日）[13]
  - #77「ドイツ・フレンスブルク〜北欧の香りのするバルト海の港町」（2013年7月23日）[14]
  - #78「オランダ・ユトレヒト〜運河の風景が広がる 美食と歴史ある大人の街」（2013年8月6日）[15]

※日付はBS日テレでの放送日。
- 東大王（2017年7月16日 - 2024年9月18日[16]、TBSテレビ系） - 準レギュラー（漢字姫）

### ラジオ・インターネットラジオ
- J-WAVE Brandnew J GREEN BREEZE（火曜〜木曜の10時 - 13時50分を担当）